# Banda de Caspary

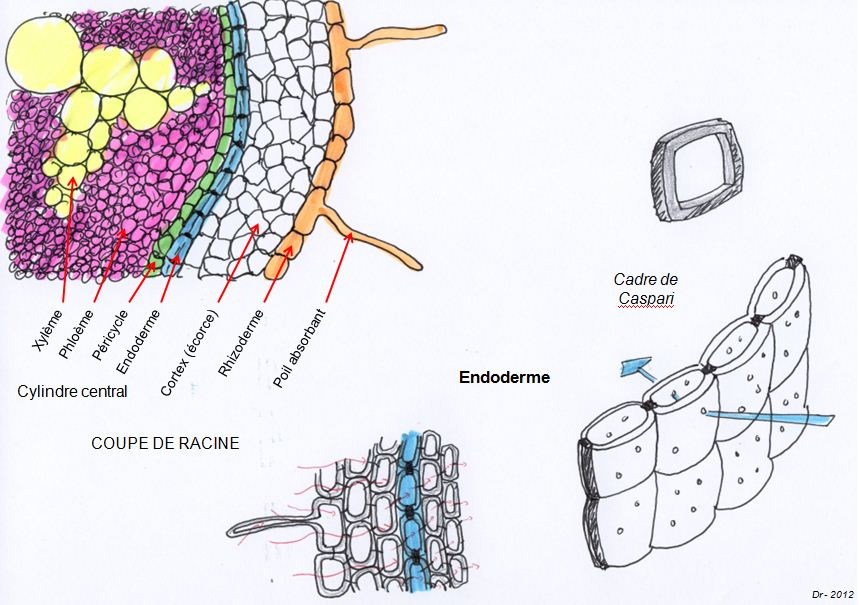
Localización de la Banda de Caspary

En botánica, la banda de Caspary es una diferenciación de las paredes primarias de las células de la endodermis de las raíces de las plantas. Es una capa de suberina impermeable que se extiende sin sucesión de continuidad a lo largo de las paredes radiales y transversales.
La banda de Caspary forma parte de la pared, es una infiltración, no un depósito y cada célula tiene su propia banda. Cuando se observa al microscopio, la banda no se tiñe del mismo color que el resto de la pared, ya que presenta apetencia deferente por la safranina.
Su función es impermeabilizar la pared, impidiendo que las sustancias entren en las células de la endodermis y ectodermis. Además, las células están unidas entre sí por las bandas con lo que también imposibilitan el paso de sustancias entre ellas.
Existen dos tipos de entradas de sustancias:
- Vía apoplástica: las sustancias entran por difusión a través del apoplasto, y pueden llegar hasta el cilindro vascular; por eso la banda de Caspary tapona el paso de agua, y por tanto las sustancias que se hallen en ella.
- Vía simplástica: las sustancias entran al simplasto y se difunden por transporte intermembranal.

- Datos: Q1048141